# Izabela Jędrzejowska
Izabela Mariola Jędrzejowska – polska biolog, dr hab. nauk biologicznych, adiunkt Zakładu Biologii Rozwoju Zwierząt Wydziału Nauk Biologicznych Uniwersytetu Wrocławskiego.

## Życiorys
21 października 1999 obroniła pracę doktorską Struktura i geneza owarioli telotroficznej oraz wybrane zagadnienia z oogenezy Raphidia sp. (Insecta, Raphidioptera), 24 maja 2018 habilitowała się na podstawie pracy zatytułowanej Plastyczność morfologii jajnika Chelicerata. Została zatrudniona na stanowisku adiunkta w Zakładzie Biologii Rozwoju Zwierząt na Wydziale Nauk Biologicznych Uniwersytetu Wrocławskiego.
Jest zastępcą przewodniczącego Rady Dyscypliny Naukowej – Nauk Biologicznych Uniwersytetu Wrocławskiego.